# Reto Berra
Reto Berra (* 3. ledna 1987, Bülach) je švýcarský lední hokejista, brankář. Od roku 2018 působí v klubu Fribourg-Gottéron, který hraje ve švýcarské nejvyšší soutěži. Tu si v minulosti zahrál i za ZSC Lions, HC Davos, SCL Tigers, EV Zug a EHC Biel. S Davosem se stal mistrem Švýcarska v roce 2009 a vyhrál s ním Spenglerův pohár 2012. Třikrát byl vybrán do all-stars švýcarské ligy (2012, 2020, 2022). Pět sezón strávil v zámoří, NHL si zahrál za Calgary Flames, Colorado Avalanche, Florida Panthers a Anaheim Ducks. Působil též na farmách Abbotsford Heat, Cleveland Monsters, San Antonio Rampage, Springfield Thunderbirds a San Diego Gulls. Odchytal v NHL 76 utkání. Se švýcarskou reprezentací si připsal tři její dosavadní největší novodobé úspěchy, získal stříbrnou medaili na mistrovství světa 2013, mistrovství světa 2018 i mistrovství světa v Česku roku 2024. Hrál i na MS 2012 (11. místo), MS 2014 (10. místo), MS 2015 (8. místo), MS 2016 (11. místo), MS 2019 (8. místo), MS 2021 (6. místo), MS 2022 (5. místo). Zúčastnil se též olympijských her v Soči roku 2014 (9. místo) a v Pekingu roku 2022 (8. místo).